# Hampshire (Illinois)
Pour les articles homonymes, voir Hampshire.
Hampshire est un village du comté de Kane, en Illinois, aux États-Unis. Il est incorporé le 18 juillet 1877,. Lors du recensement de 2010, le village comptait une population de 5 563 habitants.

## Source de la traduction
- (en) Cet article est partiellement ou en totalité issu de l’article de Wikipédia en anglais intitulé « Hampshire, Illinois » (voir la liste des auteurs).